# CentralNic
CentralNic Group PLC este o multinațională britanică de servicii de internet   cu sediul în Londra, Regatul Unit. Filialele sale furnizează nume de domeniu registru  și servicii  registrar, precum si produse și serviciil asociate, inclusiv Găzduire web, brand management, și domain parking.
CentralNic Group PLC este listat pe piața Alternative Investment Market (AIM) la London Stock Exchange.

## Companiile din cadrul grupului
- CentralNic Ltd
- Instra Corporation
- Internet Domain Service BS Corp
- DomiNIC
- SK-NIC
- KeyDrive Group Arhivat în 2 septembrie 2018, la Wayback Machine.
- Key-Systems
- RRPproxy
- domaindiscount24
- BrandShelter
- Moniker
- Key-Systems Datacenter Arhivat în 28 aprilie 2022, la Wayback Machine.
- nic.SAARLAND
- toweb Brasil Arhivat în 30 septembrie 2020, la Wayback Machine.
- PartnerGate
- KS Registry Arhivat în 24 iulie 2020, la Wayback Machine.
- GlobHosting
- Hexonet
- 1api
- iwantmyname[6]
- TPP Wholesale
- Team Internet
- Codewise
- SafeBrands

## Țari cu domenii code top-levels
CentralNic Ltd, filiala domain name registry a CentralNic Group PLC, înregistrează domenii de nivel secundar (SLD) sub aceste Domeniu național de nivel superior  (ccTLD): 
- .bh, Bahrain
- .dm, Dominica
- .fm, Statele Federate ale Microneziei
- .fo, Insulele Feroe
- .gd, Grenada
- .la, Laos; also borrowed for Los Angeles
- .pw, Palau
- .sk, Slovacia
- .vg, Insulele Virgine Britanice

## Domenii noi top-level
CentralNic înregistrează SLD-uri sub aceste [noi] domenii generice de nivel superior (gTLD-uri): 
- .art
- .bar
- .basketball
- .best
- .cam
- .college
- .ceo
- .club
- .design
- .fans
- .feedback
- .frl
- .fun
- .gent
- .host
- .icu
- .ink
- .love
- .observer
- .online
- .ooo
- .press
- .protection
- .realty
- .reit
- .rent
- .rest
- .security
- .site
- .space
- .storage
- .store
- .tech
- .theatre
- .tickets
- .website
- .wiki
- .xyz

## Domenii de nivel secundar
CentralNic înregistrează subdomeniuii sub aceste domenii de nivel secundar neoficiale  (SLD):
- .ae.org, for Emiratele Arabe Unite
- .ar.com, Argentina
- .br.com, Brazilia
- .cn.com, China
- .com.de, Germania
- .de.com, Germania
- .eu.com, European Union
- .gb.com, Marea Britanie
- .gb.net, Regatul Unit
- .gr.com, Grecia
- .hu.com, Ungaria
- .jpn.com, Japonia
- .jp.net, Japonia
- .kr.com, Korea
- .no.com, Norvegia
- .qc.com, Quebec
- .ru.com, Rusia
- .sa.com, Arabia Saudită
- .se.com, Suedia
- .se.net, Suedia
- .uk.com, Regatul Unit
- .uk.net, Regatul Unit
- .us.com: Statele Unite
- .us.org: Statele Unite
- .uy.com, Uruguay
- .za.com, Africa de Sud

Niciunul dintre aceste domenii nu este un SLD oficial. Prin urmare, această parte a operațiunii CentralNic este un registru de subdomeniu privat.
Aceste subdomenii au fost relativ populare și au fost vândute într-o gamă largă de registratori de domenii la nivel global, inclusiv GoDaddy, Alibaba, AC Webconnecting, Network Solutions, eNom, Webfusion, GMO Internet, Inc., Gandi, Key Systems, Directi, InternetX, și mulți alții.

## Istoric
În 2000, Stephen Dyer a fondat CentralNic ca organizație succesoare a NomiNation, o companie pe care a fondat-o în 1995.
În 2013, CentralNic a anunțat că a plănuit să plătească o float pe piața Alternative Investment Market a London Stock Exchange.
La începutul anului 2014, CentralNic a achiziționat DomiNIC GmbH.
În 2014, CentralNic a achiziționat name registrar-ul de domenii de vanzare Internet.BS, pentru 7,5 milioane de dolari, adăugându-se la portofoliul său de registrar în expansiune.
În 2015, CentralNic a achiziționat Instra Corp și a integrat rapid acest registrar de nume de domeniu de retail și corporativ în portofoliul său.
În 2018, CentralNic a achiziționat ccTLD pentru Slovacia (.sk) într-o tranzacție de 26 milioane EUR.
La 16 iulie 2018, CentralNic a anunțat o fuziune cu KeyDrive Group într-o reverse takeover (conform regulilor AIM ale Bursei de Valori din Londra). 
Pe 6 septembrie 2018, CentralNic a achiziționat registratorul și furnizorul de hosting de domenii GlobeHosting Inc., concentrat în România și Brazilia, pentru o contraprestație de 2,56 milioane EUR. 
Pe 20 mai 2019, CentralNic a anunțat planurile de a achiziționa principalul nume de domeniu si de hosting reserller business TPP Wholesale australian și neozeelandez pentry suma de 24 milioane USD.
La 1 iulie 2019 CentralNic a achiziționat platforma internațională de revânzare a numelui de domeniu Hexonet Group pentru până la 10 milioane EUR.
La 7 august 2019 CentralNic a achiziționat retailerul internațional de nume de domeniu Ideegeo Group Ltd („Ideegeo”) pentru până la 5,2 milioane NZD $ (c. 3,4 milioane USD).
În noiembrie 2019, CentralNic a achiziționat Team Internet de la Matomy Media pentru 48 de milioane de dolari.
În septembrie 2020, CentralNic a anunțat că va achiziționa companiile Zeropark și Voluum ale companiei poloneze Codogether pentru 36 milioane USD. The deal was completed in November 2020.
În ianuarie 2021, CentralNic a achiziționat registrul de protecție a mărcii franceze Safebrands pentru 4,4 milioane de dolari.